# 파운드 케이크

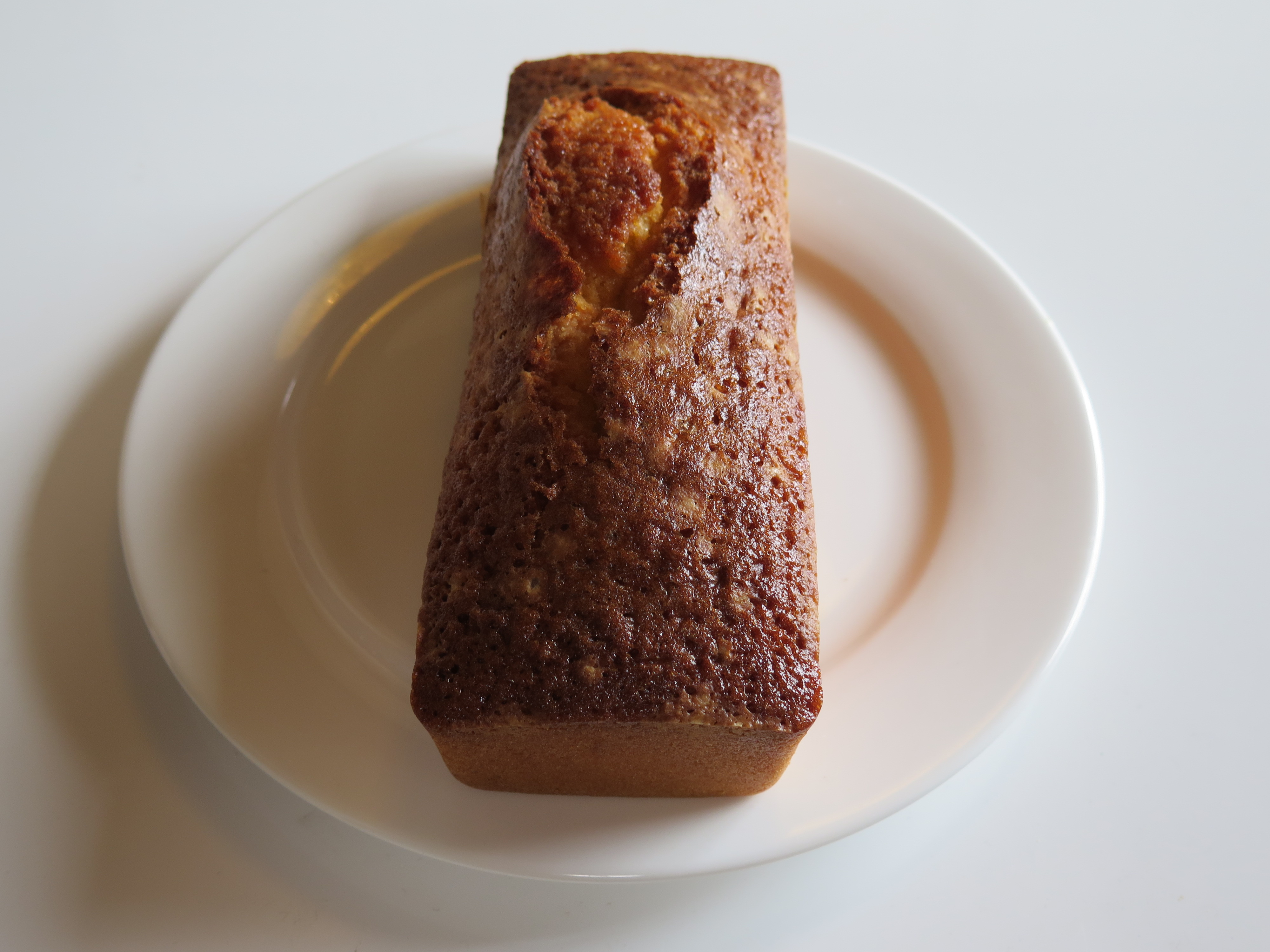
파운드 케이크

파운드 케이크(영어: pound cake)는 밀가루, 달걀, 버터, 설탕을 1:1:1:1의 비율로 섞어 만든 반죽을 둥근 틀이나 네모난 틀에 채워 구운 버터 케이크(butter cake)이다. 기본 배합이 1파운드(450g) 단위이기 때문에 붙여진 명칭으로, 플레인 케이크(plain cake)와 과실 케이크를 총칭하는 말이다. 네모난 틀에 넣어서 굽는 것은 비교적 최근에 나타난 것으로, 과실이나 견과류를 많이 배합해 넣는 것도 마찬가지이다. 프랑스에서는 꺄트르 꺄흐(quatres-quarts)라고 부르며, 독일에서는 발상지의 지명을 따, 영국풍 과자라는 뜻으로 잉글리셔 쿠헨(Englisher Kuchen)이라고 부른다.

## 역사
파운드 케이크의 기원은 북유럽이며 1700년대 초반으로 거슬러 올라간다. 파운드 케이크의 조리법은 1796년에 출판된 미국 최초의 요리책 American Cookery에 나와 있다.
시간이 지나면서, 파운드 케이크의 재료가 변경되었다. The Direction for Cookery의 1851년 판을 저술한 Eliza Leslie 는 10개의 계란을 사용하여 가능한 한 가볍게 휘젓고 밀가루 1파운드와 섞은 다음 레몬 2개 또는 큰 오렌지 3개를 추가했다. 이것은 케이크의 맛과 질감을 변화시켰다. Saveur 의 2008년 호 에서 James Villas는 케이크 가루가 무거운 반죽을 지지할 힘이 부족하기 때문에 다목적 가루를 대신할 수 없다고 썼다.
이 케이크의 초기 변형은 일부 밀가루를 말린 옥수수로 만든 옥수수 가루로 대체했으며 , 이를 당시 인도식이라고 불렀다.

## 만드는 방법
1. 실온에 두어서 말랑해진 버터를 거품기를 사용해 크림화시킨 후, 설탕을 넣고 섞는다.
2. 달걀을 넣고 분리되지 않도록 빠르게 섞어서 반죽한 후, 밀가루와 베이킹파우더를 넣고 반죽한다.
3. 파운드 케이크 틀에 넣는다.
4. 180℃로 예열된 오븐에 30분 이상 굽는다.

## 재료 배합
버터, 설탕, 밀가루, 달걀을 각 1파운드로 넣고, 때로는 팽창제를 소량 더하기도 한다. 팽창제를 쓰지 않는 것이 본래의 재료 배합법이지만, 순전히 버터만을 거품을 내서 부풀려야 하므로 처음 이 케이크를 굽는 사람들은 팽창제를 넣어서 만드는 배합 공식을 따르는 것이 좋다. 반죽은 슈거 버터법이나 플라워 버터법으로 만든다.

## 과실 표준 배합 비율

### 과실 기준
밀가루를 기준했을 때, 밀가루 대 과실의 비율이 4:1(80.0:20.0)이면 라이트, 2:1(66.7:33.3)이면 보통, 1:1~8:9(50.0:50.0~47.1:52.9)이면 헤비라고 한다.

### 용도 기준
과실:밀가루로 볼 때
- 생일 케이크 - 9:11(45:55)
- 크리스마스 케이크 - 1:1(50:50)
- 웨딩 케이크 - 11:9(55:45)